# Fourth Division 1971-1972
La Fourth Division 1971-1972 è stato il 14º campionato inglese di calcio di quarta divisione. Ad aggiudicarsi la vittoria è stato il Grimsby Town, che grazie al suo primo titolo di quarta divisione, è riuscito a tornare dopo cinque anni nella categoria superiore. Insieme al club bianco-nero sono stati promossi in Third Division anche il Southend United (2º classificato), il Brentford (3º classificato), entrambe le squadre sono risalite in terza divisione dopo un'attesa di sette anni e lo Scunthorpe United (4º classificato, che invece ha dovuto aspettare quattro stagioni prima di poter festeggiare il ritorno nel terzo livello del calcio inglese).
Capocannoniere del torneo è stato Peter Price (Peterborough United) con 28 reti.

## Stagione

### Novità
Al termine della stagione precedente vennero promossi in Third Division: Notts County (campione di lega, salito dopo sette anni di assenza nella terza serie inglese), Bournemouth & Boscombe Athletic (2º classificato ed immediamente tornato nel livello superiore), Oldham Athletic (3º classificato) e York City (4º classificato).
Queste squadre furono rimpiazzate dalla quattro retrocesse provenienti dalla divisione superiore: Reading, Bury (entrambi relegati per la prima volta in quarta divisione), Doncaster e Gillingham (i Gills, dopo aver chiuso in ultima posizione il precedente torneo di terza divisione, furono costretti dopo otto anni a scendere nell'ultima serie professionistica inglese).
Il Lincoln City, il Newport County, l'Hartlepool United ed il Barrow che occuparono le ultime quattro posizioni della classifica, vennero rieletti in Football League dopo una votazione che ebbe il seguente responso:
| Club                 | Lega                    | Voti | Verdetto   |
| -------------------- | ----------------------- | ---- | ---------- |
| Lincoln City         | Fourth Division         | 47   | Rieletto   |
| Barrow               | Fourth Division         | 38   | Rieletto   |
| Hartlepool United    | Fourth Division         | 33   | Rieletto   |
| Newport County       | Fourth Division         | 33   | Rieletto   |
| Hereford United      | Southern League         | 22   | Non eletto |
| Wigan Athletic       | Northern Premier League | 14   | Non eletto |
| Cambridge City       | Southern League         | 2    | Non eletto |
| Telford United       | Southern League         | 2    | Non eletto |
| Yeovil Town          | Southern League         | 2    | Non eletto |
| Boston United        | Northern Premier League | 1    | Non eletto |
| Bradford Park Avenue | Northern Premier League | 1    | Non eletto |
| Gateshead            | Wearside League         | 1    | Non eletto |
| Romford              | Southern League         | 1    | Non eletto |
| Bedford Town         | Southern League         | 0    | Non eletto |
| Chelmsford City      | Southern League         | 0    | Non eletto |
| Hillingdon Borough   | Southern League         | 0    | Non eletto |
| Kettering Town       | Southern League         | 0    | Non eletto |

### Formula
Le prime quattro classificate venivano promosse in Third Division, mentre le ultime quattro erano sottoposte al processo di rielezione.

## Squadre partecipanti
| Squadra             | Città             | Stadio              | Stagione precedente                     |
| ------------------- | ----------------- | ------------------- | --------------------------------------- |
| Aldershot           | Aldershot         | Recreation Ground   | 13º posto in Fourth Division            |
| Barrow              | Barrow-in-Furness | Holker Street       | 24º posto in Fourth Division, rieletto  |
| Brentford           | Londra (Hounslow) | Griffin Park        | 14º posto in Fourth Division            |
| Bury                | Bury              | Gigg Lane           | 22º posto in Third Division, retrocesso |
| Cambridge United    | Cambridge         | Abbey Stadium       | 20º posto in Fourth Division            |
| Chester             | Chester           | Sealand Road        | 5º posto in Fourth Division             |
| Colchester United   | Colchester        | Layer Road          | 6º posto in Fourth Division             |
| Crewe Alexandra     | Crewe             | Gresty Road         | 15º posto in Fourth Division            |
| Darlington          | Darlington        | Feethams Ground     | 12º posto in Fourth Division            |
| Doncaster Rovers    | Doncaster         | Belle Vue           | 23º posto in Third Division, retrocesso |
| Exeter City         | Exeter            | St James Park       | 9º posto in Fourth Division             |
| Gillingham          | Gillingham        | Priestfield Stadium | 24º posto in Third Division, retrocesso |
| Grimsby Town        | Grimsby           | Blundell Park       | 19º posto in Fourth Division            |
| Hartlepool United   | Hartlepool        | Victoria Park       | 23º posto in Fourth Division, rieletto  |
| Lincoln City        | Lincoln           | Sincil Bank         | 21º posto in Fourth Division, rieletto  |
| Newport County      | Newport           | Somerton Park       | 22º posto in Fourth Division, rieletto  |
| Northampton Town    | Northampton       | County Ground       | 7º posto in Fourth Division             |
| Peterborough United | Peterborough      | London Road         | 16º posto in Fourth Division            |
| Reading             | Reading           | Elm Park            | 21º posto in Third Division, retrocesso |
| Scunthorpe United   | Scunthorpe        | Old Showground      | 17º posto in Fourth Division            |
| Southend United     | Southend on Sea   | Roots Hall          | 18º posto in Fourth Division            |
| Southport           | Southport         | Haigh Avenue        | 8º posto in Fourth Division             |
| Stockport County    | Stockport         | Edgeley Park        | 11º posto in Fourth Division            |
| Workington          | Workington        | Borough Park        | 10ºposto in Fourth Division             |

## Classifica finale
|  | Pos. | Squadra          | Pt | G  | V  | N  | P  | GF | GS | QR    |
|  | ---- | ---------------- | -- | -- | -- | -- | -- | -- | -- | ----- |
|  | 1    | Grimsby Town     | 63 | 46 | 28 | 7  | 11 | 88 | 56 | 1.571 |
|  | 2    | Southend Utd     | 60 | 46 | 24 | 12 | 10 | 81 | 55 | 1.473 |
|  | 3    | Brentford        | 59 | 46 | 24 | 11 | 11 | 76 | 44 | 1.727 |
|  | 4    | Scunthorpe Utd   | 57 | 46 | 22 | 13 | 11 | 56 | 37 | 1.514 |
|  | 5    | Lincoln City     | 56 | 46 | 21 | 14 | 11 | 77 | 59 | 1.305 |
|  | 6    | Workington       | 51 | 46 | 16 | 19 | 11 | 50 | 34 | 1.471 |
|  | 7    | Southport        | 50 | 46 | 18 | 14 | 14 | 66 | 46 | 1.435 |
|  | 8    | Peterborough Utd | 50 | 46 | 17 | 16 | 13 | 82 | 64 | 1.281 |
|  | 9    | Bury             | 50 | 46 | 19 | 12 | 15 | 73 | 59 | 1.237 |
|  | 10   | Cambridge Utd    | 48 | 46 | 17 | 14 | 15 | 62 | 60 | 1.033 |
|  | 11   | Colchester Utd   | 48 | 46 | 19 | 10 | 17 | 70 | 69 | 1.014 |
|  | 12   | Doncaster        | 46 | 46 | 16 | 14 | 16 | 56 | 63 | 0.889 |
|  | 13   | Gillingham       | 45 | 46 | 16 | 13 | 17 | 61 | 67 | 0.910 |
|  | 14   | Newport County   | 44 | 46 | 18 | 8  | 20 | 60 | 72 | 0.833 |
|  | 15   | Exeter City      | 43 | 46 | 16 | 11 | 19 | 61 | 68 | 0.897 |
|  | 16   | Reading          | 42 | 46 | 17 | 8  | 21 | 56 | 76 | 0.737 |
|  | 17   | Aldershot        | 40 | 46 | 9  | 22 | 15 | 48 | 54 | 0.889 |
|  | 18   | Hartlepool Utd   | 40 | 46 | 17 | 6  | 23 | 58 | 69 | 0.841 |
|  | 19   | Darlington       | 39 | 46 | 14 | 11 | 21 | 64 | 82 | 0.780 |
|  | 20   | Chester          | 38 | 46 | 10 | 18 | 18 | 47 | 56 | 0.839 |
|  | 21   | Northampton Town | 37 | 46 | 12 | 13 | 21 | 66 | 79 | 0.835 |
|  | 22   | Barrow           | 37 | 46 | 13 | 11 | 22 | 40 | 71 | 0.563 |
|  | 23   | Stockport County | 32 | 46 | 9  | 14 | 23 | 55 | 87 | 0.632 |
|  | 24   | Crewe Alexandra  | 29 | 46 | 10 | 9  | 27 | 43 | 69 | 0.623 |

Legenda:
      Promosso in Third Division 1972-1973.
      Rieletto nella Football League.
      Non rieletto nella Football League.
Regolamento:
Due punti a vittoria, uno a pareggio, zero a sconfitta.
A parità di punti le squadre venivano classificate secondo il quoziente reti.